# XII SS-Armeekorps
Il XII SS-Armeekorps fu un'unità militare formata nell'agosto 1944 nella Slesia per essere poi sposta nel settembre del 1944 in Lituania e in Curlandia. Fu poi trasferito sul fronte olandese, per prendere parte alla battaglia di Arnhem per poi arrendersi agli americani nella sacca della Ruhr.

## Comandanti
- SS-Obergruppenführer Matthias Kleinheisterkamp (1º agosto 1944)
- SS-Obergruppenführer Curt von Gottberg (6 agosto 1944)
- SS-Obergruppenführer Karl Maria Demelhuber (18 ottobre 1944)
- General der Infanterie Günther Blumentritt (20 ottobre 1944)
- Generalleutnant Fritz Bayerlein (20 gennaio 1945)
- Generalleutnant Peter Eduard Crasemann (29 gennaio 1945)

## Ordine di battaglia
| Nome unità                        |
| Stabs-und Korpstruppen nr. 112    |
| SS-ArKo 12                        |
| SS-Korps-Nachrichten Abteilung 12 |
| SS-Nachschubtruppen 12            |
| 16. settembre 1944:               |
| 548. Grenadier Division           |
| 7. Panzer Division                |
| 1. marzo 1945:                    |
| 176. Infanterie division          |
| 183. Volksgrenadier               |
| 338. Infanterie division          |

## Teatri d'operazione
| Luogo                        | Data                       |
| Slesia, Lituania e Curlandia | agosto 1944 - ottobre 1944 |
| Arnhem e Ruhr                | ottobre 1944 - maggio 1945 |